# Svetly
Svetly (en russe : Светлый ; en allemand : Zimmerbude ; en lituanien : Cimerbūdė), est une ville de l'oblast de Kaliningrad, en Russie. Sa population s'élevait à 21 626 habitants en 2013.

## Géographie

Carte géographique.

La ville est située sur la lagune de la Vistule dans le sud de la Sambie. Svetly se trouve à 23 km à l'ouest de Kaliningrad et à 1 098 km à l'ouest de Moscou.
Un grand port pétrolier est exploité par Lukoil.

## Histoire
Un village de pêcheurs au bord de la lagune de la Vistule est fondé vers 1640, dans le duché de Prusse, sous le nom de Zimmerbude. 
De 1818 à 1939, il faisait partie de l'arrondissement de Fischhausen puis de l'arrondissement du Samland au sein du district de Königsberg en Prusse-Orientale. En 1945, à la fin de la Seconde Guerre mondiale, la province est occupée par l'Armée rouge et annexée par l'Union soviétique. 
Le village est renommé Svetly en 1947 (ce qui signifie « lumineux » en russe) et reçoit le statut de ville en 1955. L'ancienne paroisse de l'Église protestante de l'Union prussienne, un centre de l'Église confessante pendant la période nazie, est aujourd'hui une communauté de l'Église protestante-luthérienne de la Russie européenne.

## Population
Recensements (*) ou estimations de la population
| 1910 | 1933 | 1959* | 1970*  | 1979*  |
| ---- | ---- | ----- | ------ | ------ |
| 787  | 921  | 7 419 | 14 836 | 17 031 |

| 1989*  | 2002*  | 2010*  | 2012   | 2013   |
| ------ | ------ | ------ | ------ | ------ |
| 19 936 | 21 745 | 21 375 | 21 545 | 21 626 |

## Jumelages
La ville de Svetly est jumelée avec :
- Kętrzyn (Pologne)
- Świnoujście (Pologne)
- Lida (Biélorussie) depuis 2012
- Karlshamn (Suède) depuis 2012
- Maladetchna (Biélorussie) depuis 2014

## Personnalités liées à la ville
- Maxime Matveïev (né en 1982), acteur.

## Source
- (ru) Informations sur Svetly